# Jozy Altidore
Josmer Volmy "Jozy" Altidore, född 6 november 1989 i Livingston, New Jersey, var en före detta amerikansk fotbollsspelare (anfallare). Han representerade USA:s landslag mellan 2007 och 2019.

## Klubbkarriär

### Hull City
Säsongen 2009/2010 var Altidore utlånad till Premier League-klubben Hull City.   

### AZ
Den 15 juli 2011 bekräftade Altidore via sin Twittersida att han skrivit på för nederländska AZ, han blev då den första amerikanen att spela i Holland.

### Sunderland
Den 5 juli 2013 skrev Altidore på för Premier League-klubben Sunderland AFC. Kontraktet sträckte sig över fyra år.